# Слатина (Олт)
Слатина (рум. Slatina) град је у Румунији у средишњем делу земље, у историјској покрајини Влашка. Слатина је управно средиште округа Олт.
Слатина према последњем попису из 2002. године има 79.171 становника.

## Порекло имена
Реч „Слатина“ је словенског порекла и означава слан извор. У суседним Србији и Бугарској постоји низ истоимених насеља.

## Историја
Место се први пут помиње у документима маја 1368. године. То је насеље са царинарницом на путу између Сибиуа и Питештија. Касније је ту двор за време Влада Винтиле (1532-1535). Ту се вековима одвија државни вашар пољопривредних производа.

## Географија
Слатина се налази у западном делу покрајине Влашке. Град се налази на реци Олт, која дели Влашку на Олтенију и Мунтенију, па је град подељен на два дела у ове две области. Слатина је смештена у Влашкој низији. Северно се налазе побрђа, док је јужно потпуно раван терен.

## Становништво
У односу на попис из 2002, број становника на попису из 2011. се смањио.
| 1966.  | 1977.  | 1992.  | 2002.  | 2011.  |
| ------ | ------ | ------ | ------ | ------ |
| 19.250 | 44.892 | 85.168 | 79.171 | 70.293 |

Матични Румуни чине огромну већину градског становништва Слатине, а од мањина присутни су само Роми.

## Партнерски градови
- Испика
- Солотвино